# Phocoena spinipinnis
Phocoena spinipinnis (Фоцена Бурмейстра) — вид ссавців з родини Фоценові (Phocoenidae) ряду китоподібні. Опис виду належить німецько-аргентинському зоологу Герману Бурмейстру.

## Опис
Тіло від 1,4 до 1,8 метра в довжину, самці, здається, трохи більші, ніж, в середньому, самиці. Діапазон мас: від 40 до 70 кг.
P. spinipinnis був відкритий зоологом Германом Бурмейстром, коли він помітив, що спинний плавник цеї тварини продовжений незвичайним гострим вістрям. Спинний плавник також містить ряди горбків уздовж його передньої кромки, забезпечуючи основу для наукової назви "spinipinnis" (який є похідним від латинського слова "spina" = шип і лат. pina = плавник). Спина від темно-сірого до чорного кольору, а черевна сторона блідіша. Тенденція цього виду до почорніння незабаром після смерті заробила прізвисько "чорна фоцена". Очі оточені блідо-сірими кільцями, що є корисною для визначення характеристикою. Крім того, унікальною особливістю є наявність асиметричних смуг на плавниках з приблизно однаковими, прямими краями на лівій стороні і більш кривими з правої, які поступово звужуються. 

## Поширення
Зустрічаються тільки в прибережних водах Південної Америки (Аргентина; Бразилія; Чилі; Перу; Уругвай). Вони живуть у водах Атлантики на узбережжі Бразилії, на південь навколо узбережжя Вогняної Землі й на північ, у прибережні води Тихого океану в Перу. Тварини зазвичай мешкають в мілких водах 150 метрів або менше в глибині, також їх часто можна побачити в річках і лиманах. Оскільки Атлантичний океан має більш широкий континентальний шельф, ніж Тихий океан, він може забезпечити краще середовище проживання. Проте, населення P. spinipinnis тихоокеанського узбережжя більше. Ця невідповідність може існувати, бо P. spinipinnis повинні конкурувати з іншими більш панівними прибережними китоподібними на узбережжі Атлантичного океану, в тому числі Sotalia fluviatilis та Pontoporia blainvillei. Тому P. spinipinnis є дуже успішними на східному узбережжі Тихого океану, де вони є основними китоподібними в цій області.

## Поведінка
Подорожують в невеликих групах, їх рідко можна знайти у групі більш ніж вісім осіб разом в один час. Вони плавають швидкими, судомними рухами, але дуже непомітні плавців, ледь долаючи поверхню води, коли вони виринають для дихання і їх рідко бачать над поверхнею води. Підводні занурення тривають до трьох хвилин. P. spinipinnis дуже боязкі й швидко розбігаються при наближенні човна. Цих тварин дуже важко знайти в бурхливих водах і у вітряну погоду. Демографічна статистика не дуже добре задокументована. Харчується в основному анчоусами і хековими, крім того споживає кальмари, криль, Mysida, і ще до дев'яти видів риб. Тварини, що живуть біля берегів Чилі, як відомо, їдять також молюсків.

## Відтворення
Відтворення не вивчене у цього виду. Вважається, що спарювання відбувається з червня по вересень, отелення з травня до кінця серпня, з вагітністю близько 10 місяців. При народженні дитинчата зазвичай мають довжину щонайменше 44 см.

## Загрози та охорона
Як і багато інших китоподібних, P. spinipinnis часто сприймається як улов у рибальських сітях. Експлуатація відбувається в Перу і Чилі, де тварин розстрілюють також гарпуном, а потім продають за їх м'ясо, яке використовується або як приманку в крабовому рибальстві або для споживання людиною. Цілеспрямований вилов знизився з 1994 року, коли було реалізовано більш суворе законодавство. Єдиний відомий природний хижак для Phocoena spinipinnis це косатка.